# Liste der Biografien/Bark
Liste der Biografien |
Portal Biografien |
Personensuche
# |
A |
B |
C |
D |
E |
F |
G |
H |
I |
J |
K |
L |
M |
N |
O |
P |
Q |
R |
S |
T |
U |
V |
W |
X |
Y |
Z |
?
 
Ba |
Be |
Bd |
Bg |
Bh |
Bi |
Bj |
Bl |
Bm |
Bn |
Bo |
Br |
Bs |
Bu |
Bw |
By |
Bz
 
Baa |
Bab |
Bac |
Bad |
Bae |
Baf |
Bag |
Bah |
Bai |
Baj |
Bak |
Bal |
Bam |
Ban |
Bao |
Bap |
Baq |
Bar |
Bas |
Bat |
Bau |
Bav |
Baw |
Bax–Baz
 
Bara |
Barb |
Barc |
Bard |
Bare |
Barf |
Barg |
Barh |
Bari |
Barj |
Bark |
Barl |
Barm |
Barn |
Baro |
Barp |
Barq |
Barr |
Bars |
Bart |
Baru |
Barv |
Barw |
Bary |
Barz
Die Liste der Biografien führt alle Personen auf, die in der deutschsprachigen Wikipedia einen Artikel haben. Dieses ist eine Teilliste mit 243 Einträgen von Personen, deren Namen mit den Buchstaben „Bark“ beginnt.

## Bark
- Bark, Gustav (1889–1970), Schweizer Fussballspieler und -trainer
- Bark, Helmut (1926–2019), deutscher Judoka
- Bark, Jared (* 1944), US-amerikanischer Performancekünstler
- Bark, Kurt Oskar (* 1895), deutscher Schriftsteller und politischer Aktivist
- Bark, Pjotr Lwowitsch (1869–1937), russischer Jurist und Politiker sowie russischer Finanzminister (1914–1917)
- Bark, Yvonne de (* 1972), deutsche Schauspielerin und AutorinYvonne de Bark (* 1972)

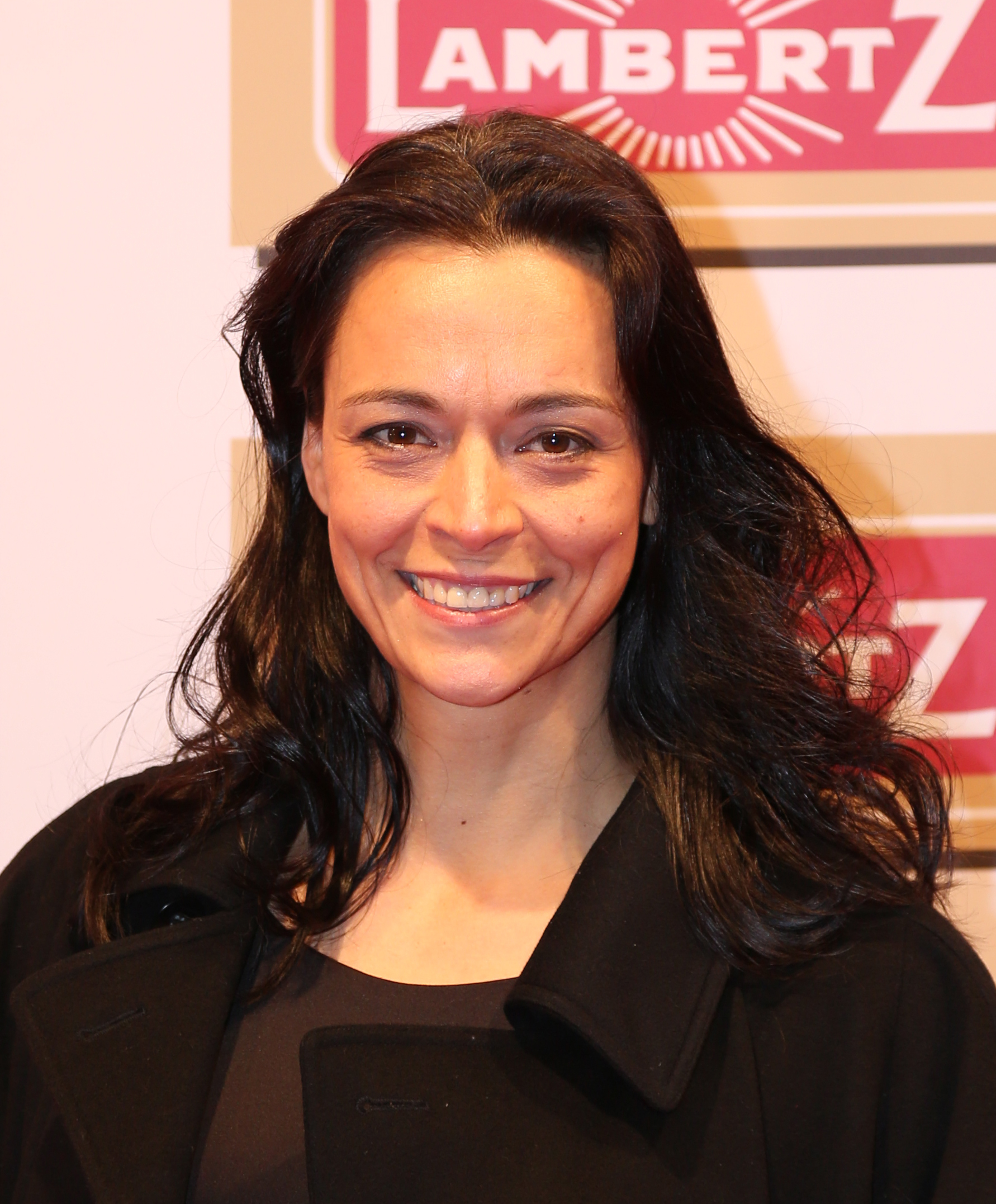
Yvonne de Bark (* 1972)

### Barka
- Barka, Abdo (* 2001), bahrainischer Sprinter
- Barka, Malam Maman (1959–2018), nigrischer Musiker
- Barka, Wassyl (1908–2003), ukrainischer Dichter der Moderne, Prosa-Schriftsteller, Essayist, Literaturkritiker und Übersetzer
- Barkai, Avraham (1921–2020), deutschstämmiger israelischer Historiker und Antisemitismusforscher
- Barkai, Haim (1925–2006), israelischer Ökonom
- Barkalow, Oleksij (1946–2004), sowjetischer Wasserballspieler
- Barkan, Georg (1889–1945), belarussischer Pharmakologe
- Barkan, Steven E. (* 1951), US-amerikanischer Soziologe und Hochschullehrer
- Barkan, Todd (* 1946), US-amerikanischer Musikproduzent und Musikmanager
- Barkāne, Ingrīda (* 1948), lettische Sprinterin und Hürdenläuferin
- Barkanow, Eduard Wladimirowitsch (* 1975), russischer Badmintonspieler
- Barkany, Marie (1852–1928), ungarische Theater- und Stummfilmschauspielerin
- Barkas, Harry (1906–1974), englischer Fußballspieler
- Barkas, Ned (1902–1962), englischer Fußballspieler
- Barkas, Sam (1909–1989), englischer Fußballspieler und -trainer
- Barkas, Vasilios (* 1994), griechischer Fußballtorwart
- Barkas, Walter H. (1912–1969), US-amerikanischer Physiker
- Barkaschow, Alexander Petrowitsch (* 1953), russischer Anführer der neonazistischen paramilitärischen Organisation Russische Nationale Einheit
- Barkat, Houmed Houssein (* 2004), dschibutischer Schwimmer
- Barkat, Nir (* 1959), israelischer Geschäftsmann und PolitikerNir Barkat (* 1959)

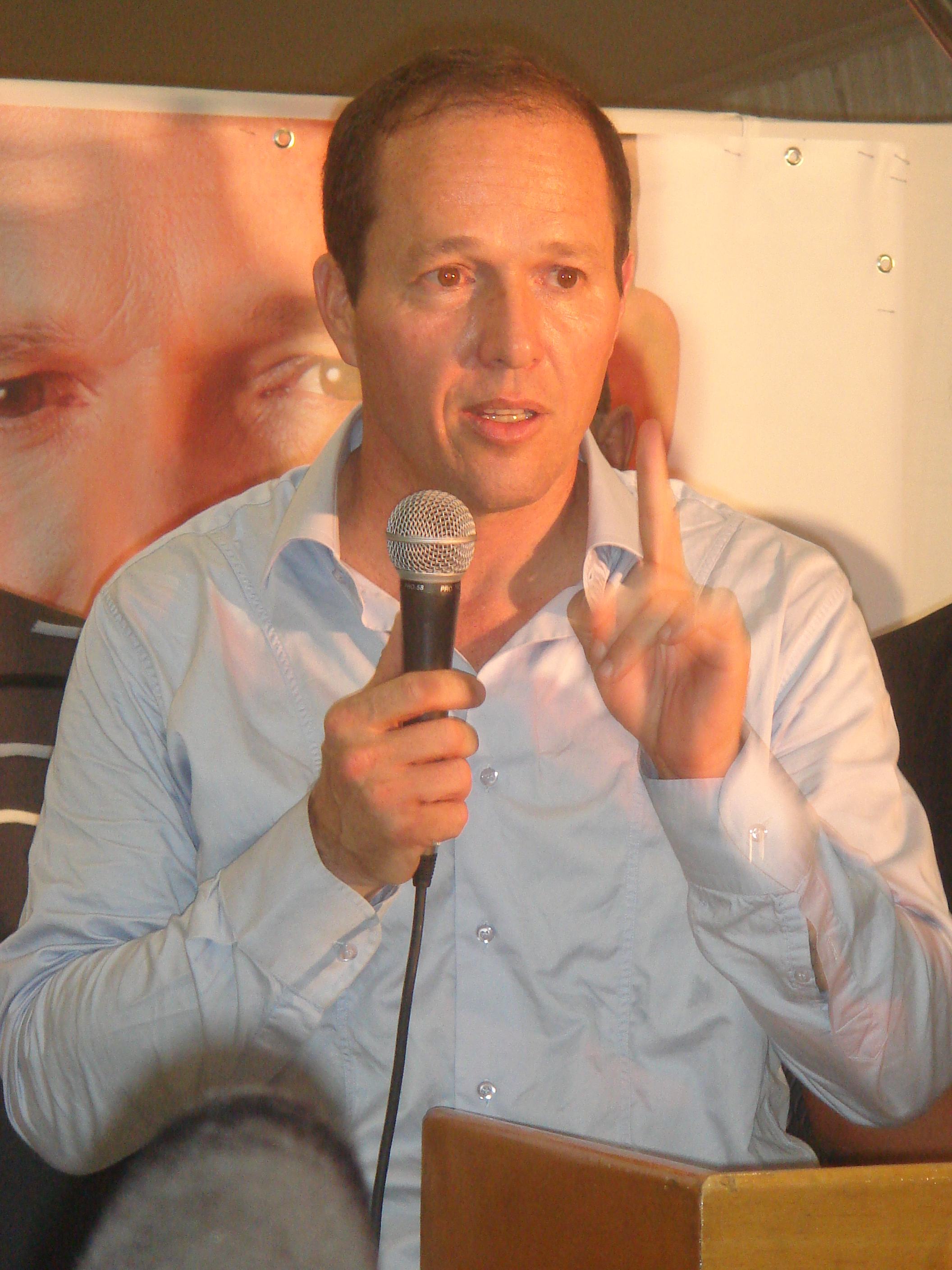
Nir Barkat (* 1959)

- Barkat, Reuven (1906–1972), israelischer Politiker
- Barkauskaitė, Marija (* 1942), litauische Pädagogin, Professorin und ehemalige Politikerin, Vizeministerin
- Barkauskas, Vytautas (1931–2020), litauischer Komponist
- Barkawitz, Martin (* 1962), deutscher Schriftsteller
- Barkay, Gabriel (* 1944), israelischer Archäologe

### Barke
- Barke, Daniel (* 1984), deutscher Saxophonist, Sänger, Beatboxer, Komponist und Arrangeur
- Barke, Erich (* 1946), deutscher Hochschullehrer, emeritierter Professor für Mikroelektronik, Präsident der Leibniz Universität Hannover (2005–2014)
- Barke, Helen (* 1995), deutsche Schauspielerin
- Barke, Jürgen (* 1962), deutscher Politiker (SPD)Jürgen Barke (* 1962)

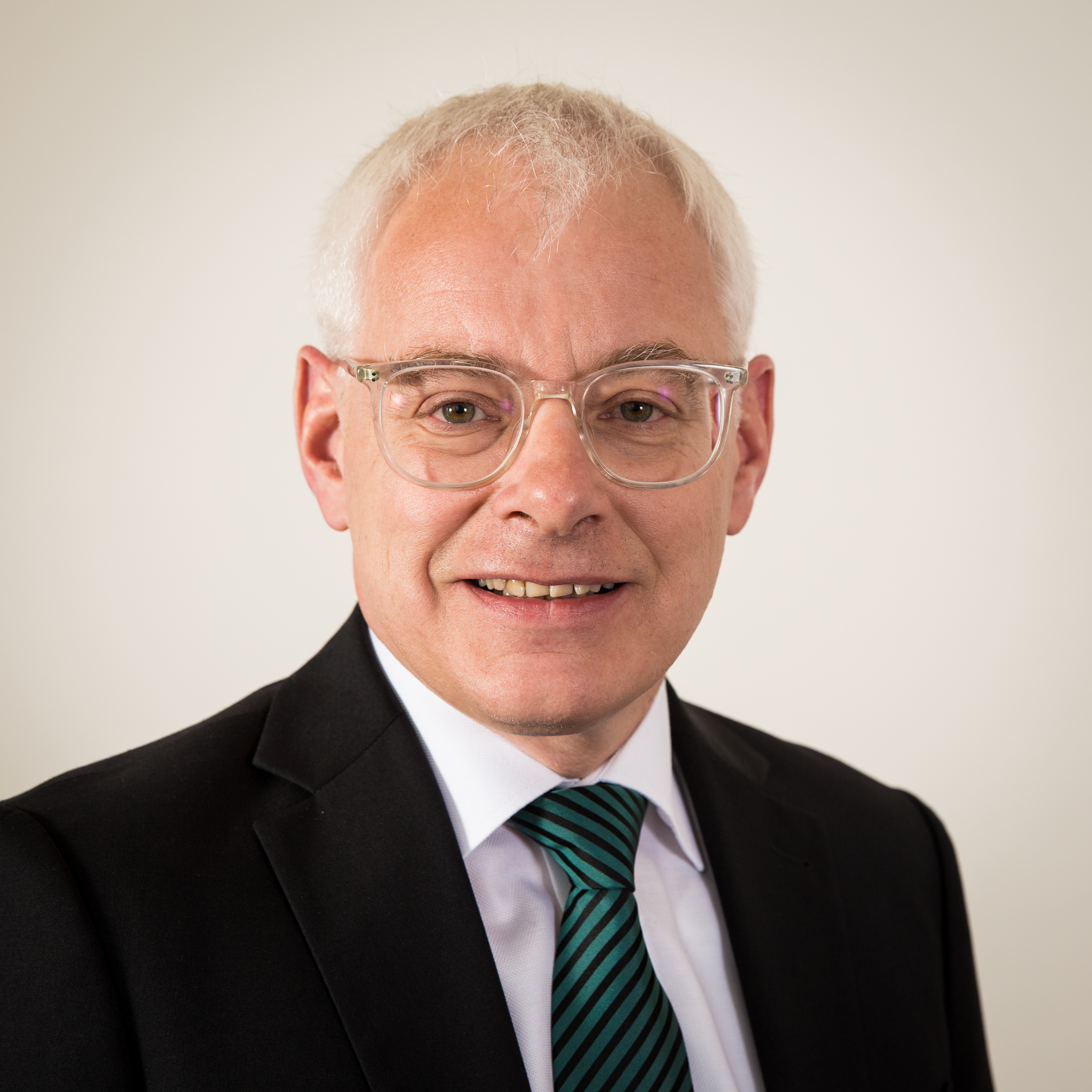
Jürgen Barke (* 1962)

- Barke, Lothar (1926–2010), deutscher Animationsfilmregisseur
- Barke, Rudolf (1928–2011), deutscher Fotograf und Verleger
- Barkel, Charles (1898–1973), schwedischer Violinist und Musikpädagoge
- Barkemeier, Thomas (* 1958), deutscher Schriftsteller von Reiseliteratur für Asien
- Barkemeyer, Georg (1887–1983), deutscher Politiker und Landwirt (FDP), MdL
- Barken, Renate (1920–2014), deutsche Schauspielerin, Regisseurin und Synchronsprecherin
- Barkenings, Hans-Joachim (1933–2016), deutscher evangelischer Pfarrer, Schriftsteller und Herausgeber
- Barker Gage, Frances Dana (1808–1884), Abolitionistin, Frauenrechtlerin, Schriftstellerin
- Barker, A. L. (1918–2002), britische Schriftstellerin
- Barker, Abraham Andrews (1816–1898), US-amerikanischer Politiker
- Barker, Alicia (* 1998), US-amerikanisch-philippinische Fußballspielerin
- Barker, Andrew (* 1971), US-amerikanischer Jazz-Musiker
- Barker, Anna, kanadische Schauspielerin und Synchronsprecherin
- Barker, Anna (* 1979), britische Biathletin
- Barker, Ben (* 1991), britischer Automobilrennfahrer
- Barker, Benjamin Fordyce (1818–1891), US-amerikanischer Arzt und Geburtshelfer
- Barker, Bernard (1917–2009), US-amerikanischer Agent
- Barker, Billie (* 1998), norwegische Schauspielerin
- Barker, Blue Lu (1913–1998), US-amerikanische Jazz- und Bluessängerin
- Barker, Bob (1923–2023), US-amerikanischer FernsehmoderatorBob Barker (1923–2023)

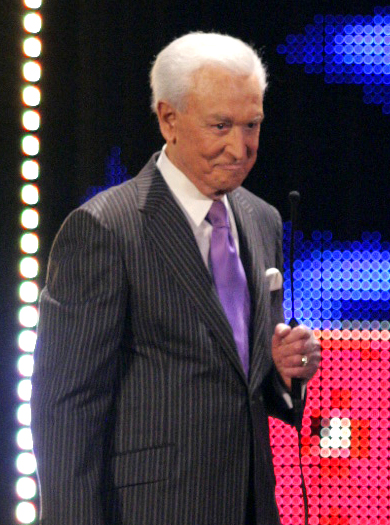
Bob Barker (1923–2023)

- Barker, Brandon (* 1996), englischer Fußballspieler
- Barker, Cam (* 1986), kanadischer Eishockeyspieler
- Barker, Charles Spackman (1804–1879), englischer Orgelbauer
- Barker, Chris (* 1980), US-amerikanischer Bassist, Sänger und Songwriter der Politpunk-Band Anti-Flag
- Barker, Christopher (* 1960), Schweizer Schauspieler und Sänger
- Barker, Cicely Mary (1895–1973), britische Illustratorin von Kinderbüchern
- Barker, Clive (1944–2023), südafrikanischer Fußballspieler und -trainer
- Barker, Clive (* 1952), britischer Schriftsteller und RegisseurClive Barker (* 1952)

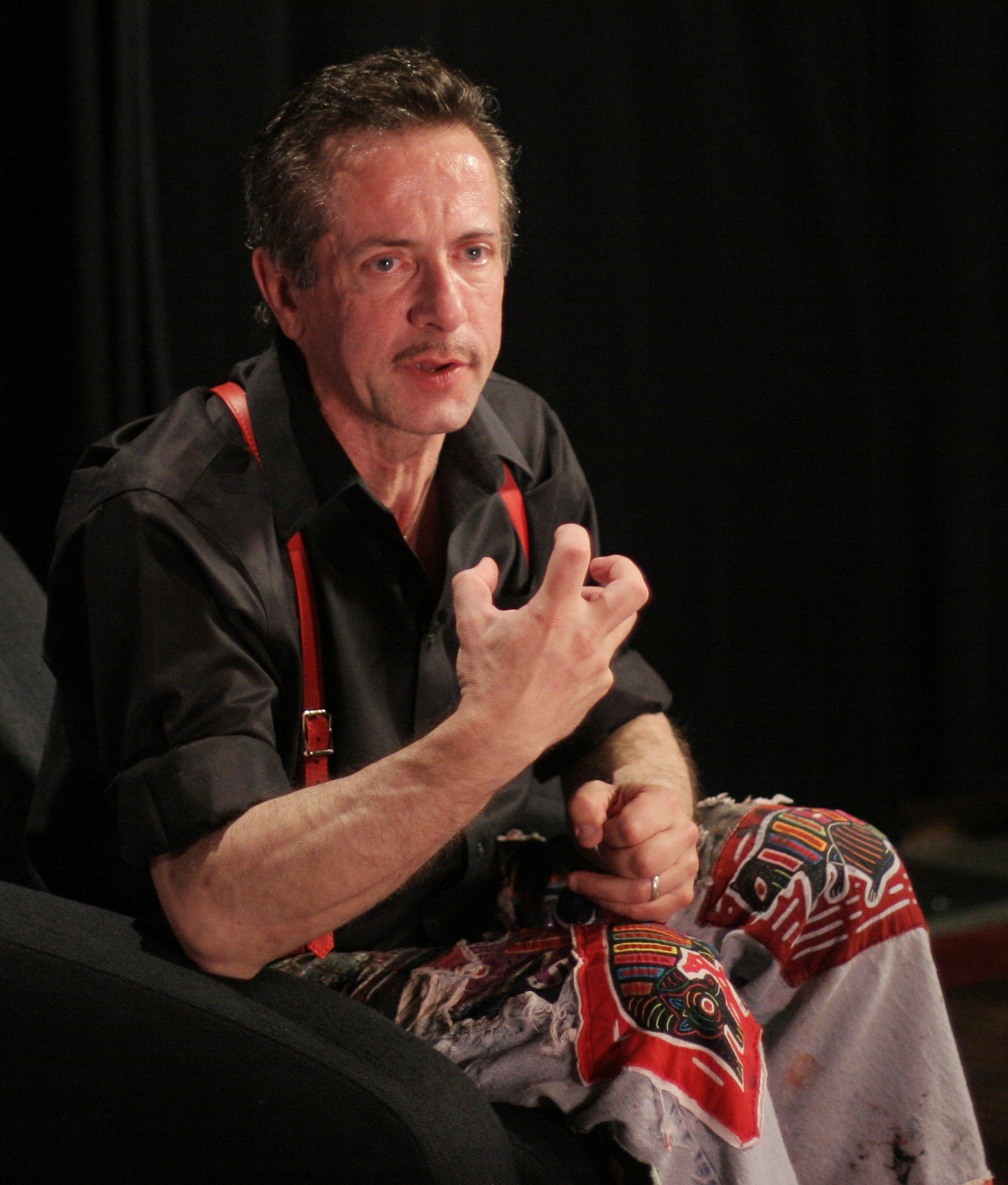
Clive Barker (* 1952)

- Barker, Cordell (* 1956), kanadischer Animator und Werbezeichner
- Barker, Corinne (1890–1928), amerikanische Schauspielerin und Kostümbildnerin
- Barker, Dan (* 1949), US-amerikanischer Bürgerrechtler, Musiker und Autor
- Barker, Danny (1909–1994), US-amerikanischer Jazz-Banjo-Spieler und Bandleader
- Barker, Darren (* 1982), britischer Boxer
- Barker, David G. (* 1952), US-amerikanischer Herpetologe
- Barker, David J. P. (1938–2013), britischer Epidemiologe
- Barker, David junior (1797–1834), US-amerikanischer Politiker
- Barker, Delbert (1932–2024), US-amerikanischer Country- und Rockabilly-Musiker
- Barker, Dominic (* 1966), britischer Kinderbuchautor
- Barker, Eddie (* 1973), englischer Snookerspieler
- Barker, Eileen (* 1938), britische Soziologin und Hochschullehrerin
- Barker, Elinor (* 1994), walisische Radsportlerin
- Barker, Elizabeth, Baroness Barker (* 1961), britische Politikerin (Liberal Democrats)
- Barker, Eric (1912–1990), britischer Schauspieler
- Barker, Ervin (1883–1961), US-amerikanischer Hochspringer
- Barker, Evelyn (1894–1983), britischer General
- Barker, Florence (1891–1913), amerikanische Bühnen- und Stummfilmschauspielerin
- Barker, Florence (1908–1986), britische Schwimmerin
- Barker, Frank A. (1928–1968), US-amerikanischer Militär, Lieutenant Colonel der US Army
- Barker, George (1776–1845), englischer Rechtsanwalt und Gärtner
- Barker, George Digby (1833–1914), britischer General und Gouverneur
- Barker, George Frederick (1835–1910), US-amerikanischer Chemiker
- Barker, George L. (* 1951), US-amerikanischer Politiker (Demokratische Partei)
- Barker, George P. (1807–1848), US-amerikanischer Jurist und Politiker
- Barker, Graeme (* 1946), britischer Prähistoriker
- Barker, Gregory (* 1966), britischer Politiker, Mitglied des House of Commons
- Barker, Guy (* 1957), britischer Jazz-Trompeter
- Barker, Harold (1886–1937), britischer Ruderer
- Barker, Howard (* 1946), britischer Schriftsteller
- Barker, Ian (* 1966), britischer Segler
- Barker, James (1623–1702), britischer Politiker
- Barker, James Nelson (1784–1858), US-amerikanischer Dramatiker
- Barker, Jason (* 1971), britischer Theoretiker der Postmarxismus, Übersetzer und Regisseur
- Barker, Jean, Baroness Trumpington (1922–2018), britische Politikerin (Conservative Party)
- Barker, Jessica (* 1977), kanadische Schauspielerin
- Barker, John L. Sr. (1912–1982), US-amerikanischer Ingenieur und Erfinder der Radarpistole
- Barker, Joseph (1751–1815), US-amerikanischer Politiker
- Barker, Juliet (* 1958), britische Historikerin und Autorin
- Barker, Kirk (* 1983), britischer Schauspieler
- Barker, L. W., vincentischer Jurist
- Barker, Lex (1919–1973), US-amerikanischer SchauspielerLex Barker (1919–1973)

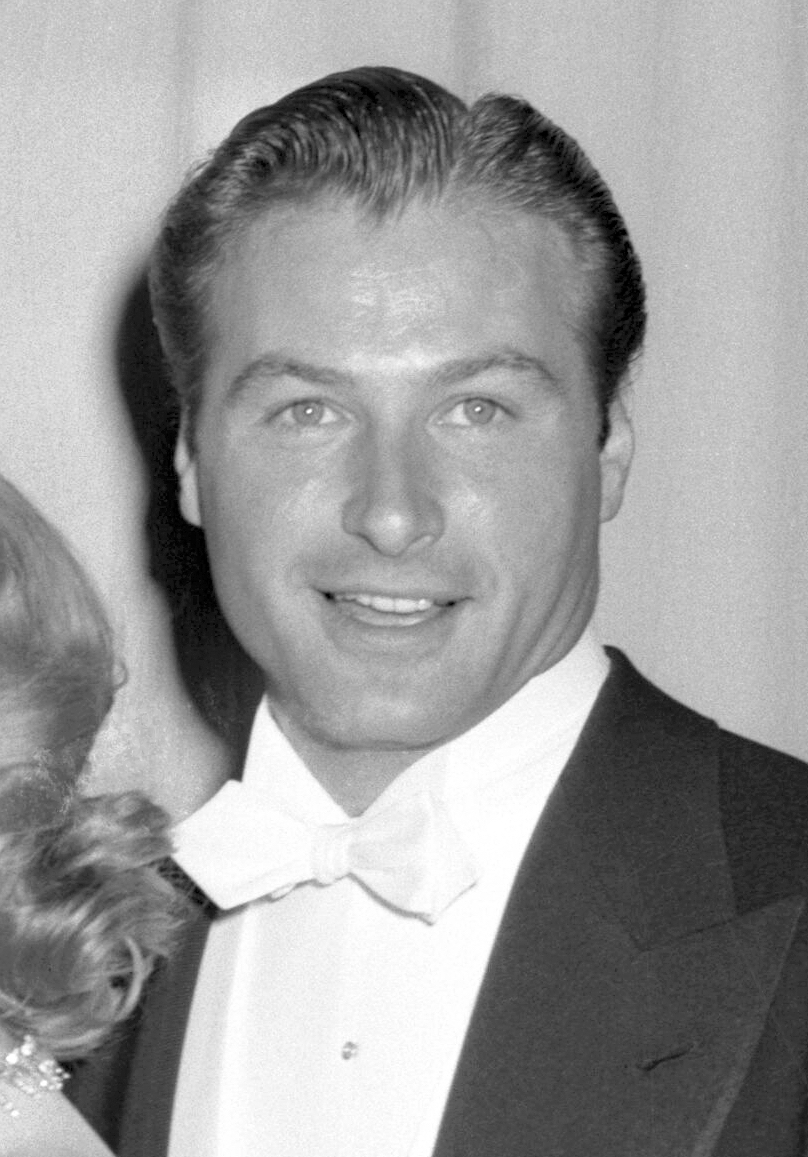
Lex Barker (1919–1973)

- Barker, Lucius J. (1928–2020), US-amerikanischer Politikwissenschaftler und Hochschullehrer
- Barker, Ma (1873–1935), US-amerikanische Kriminelle
- Barker, Martin (1946–2022), britischer Film- und Kulturwissenschaftler
- Barker, Mary Anne (1831–1911), britisch-neuseeländische Schriftstellerin
- Barker, Matt (* 1979), estnischer Schriftsteller und Psychiater
- Barker, Matthew Henry (1790–1846), englischer Seeromanschreiber
- Barker, Megan (* 1997), britische Radsportlerin
- Barker, Michael (1884–1960), britischer Generalleutnant
- Barker, Mookie, US-amerikanischer Schauspieler und Komiker
- Barker, Muhammad Abd-Al-Rahman (1930–2012), US-amerikanischer Indologe und Schriftsteller
- Barker, Myron Irving (1901–1965), US-amerikanischer Romanist
- Barker, Nicola (* 1966), britische Schriftstellerin
- Barker, Nigel (1883–1948), australischer Leichtathlet
- Barker, Noelle (1928–2013), britische Sängerin und Gesangspädagogin
- Barker, Pat (* 1943), britische SchriftstellerinPat Barker (* 1943)

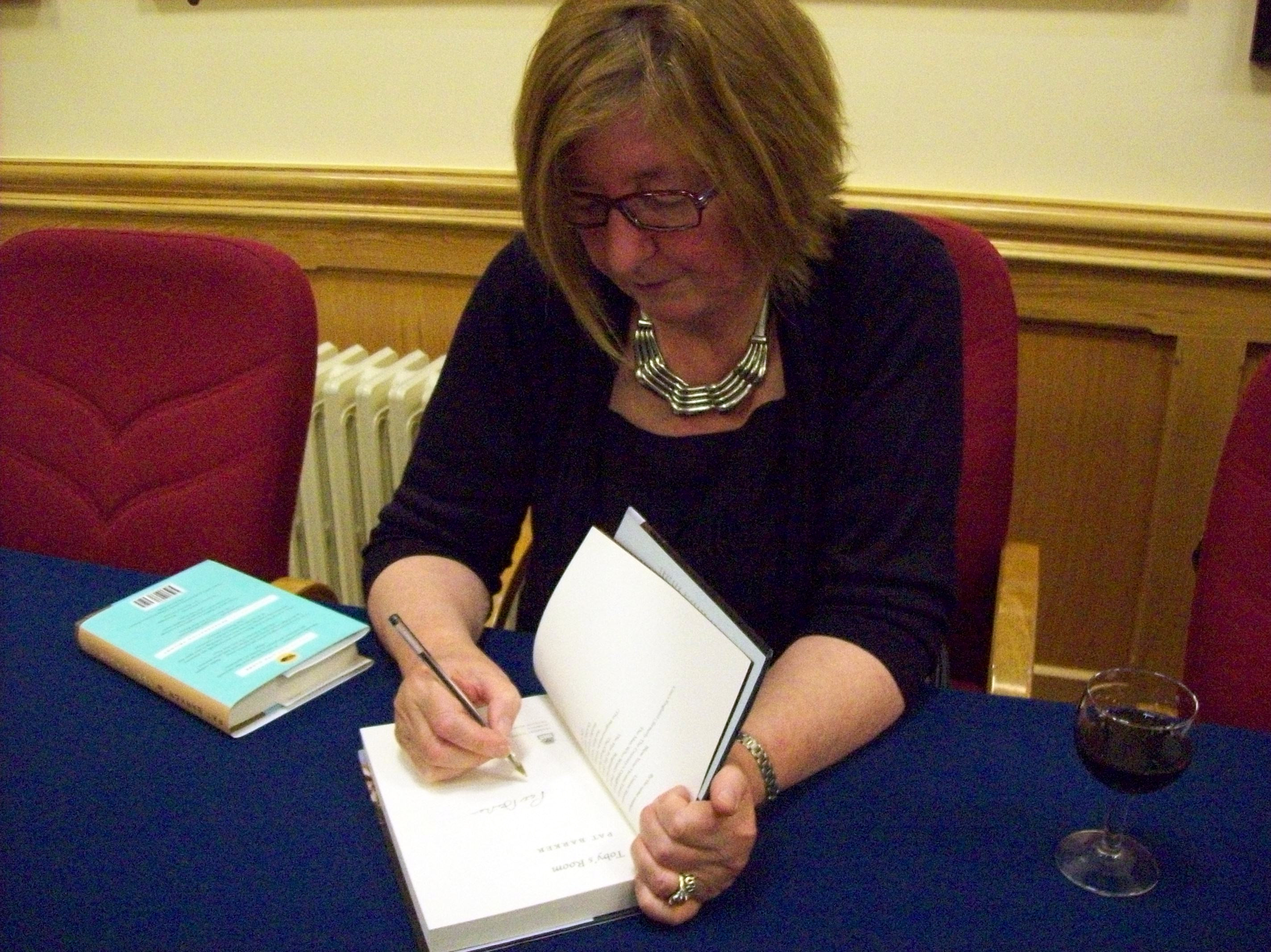
Pat Barker (* 1943)

- Barker, Penelope (1728–1796), Aktivistin der Amerikanischen Revolution
- Barker, Peter (* 1983), englischer Squashspieler
- Barker, Phillip (* 1981), englischer Squashspieler
- Barker, Ray W. (1889–1974), US-amerikaner Generalmajor
- Barker, Richie (1939–2020), englischer Fußballspieler
- Barker, Rick (* 1951), neuseeländischer Politiker
- Barker, Robert († 1645), königlicher Drucker Jakobs I. (England)
- Barker, Robert (1739–1806), irischer Maler
- Barker, Robert, 1. Baronet († 1789), britischer Offizier, Politiker und Oberbefehlshaber in Indien
- Barker, Ronnie (1929–2005), britischer Schauspieler
- Barker, Roxanne Kimberly (* 1991), südafrikanische Fußballspielerin
- Barker, Ruby (* 1996), britische Schauspielerin
- Barker, Sally (* 1959), englische Folk-Rock-Sängerin und -Songwriterin
- Barker, Shaun (* 1982), englischer Fußballspieler
- Barker, Simon (* 1964), englischer Fußballspieler
- Barker, Sophie (* 1971), britische Singer-Songwriterin
- Barker, Stan (1926–1997), britischer Jazzpianist
- Barker, Steve (* 1971), britischer Regisseur und Drehbuchautor
- Barker, Sue (* 1956), britische Tennisspielerin
- Barker, Thomas (1767–1847), englischer Maler
- Barker, Thomas Jones (1813–1882), englischer Historien-, Genre- und Porträtmaler
- Barker, Thomas M. (* 1929), US-amerikanischer Historiker
- Barker, Thurman (* 1948), US-amerikanischer Jazz-Schlagzeuger, Perkussionist und Komponist
- Barker, Tom (1887–1970), Gewerkschaftsführer und Politiker in Australien und Neuseeland
- Barker, Travis (* 1975), US-amerikanischer SchlagzeugerTravis Barker (* 1975)

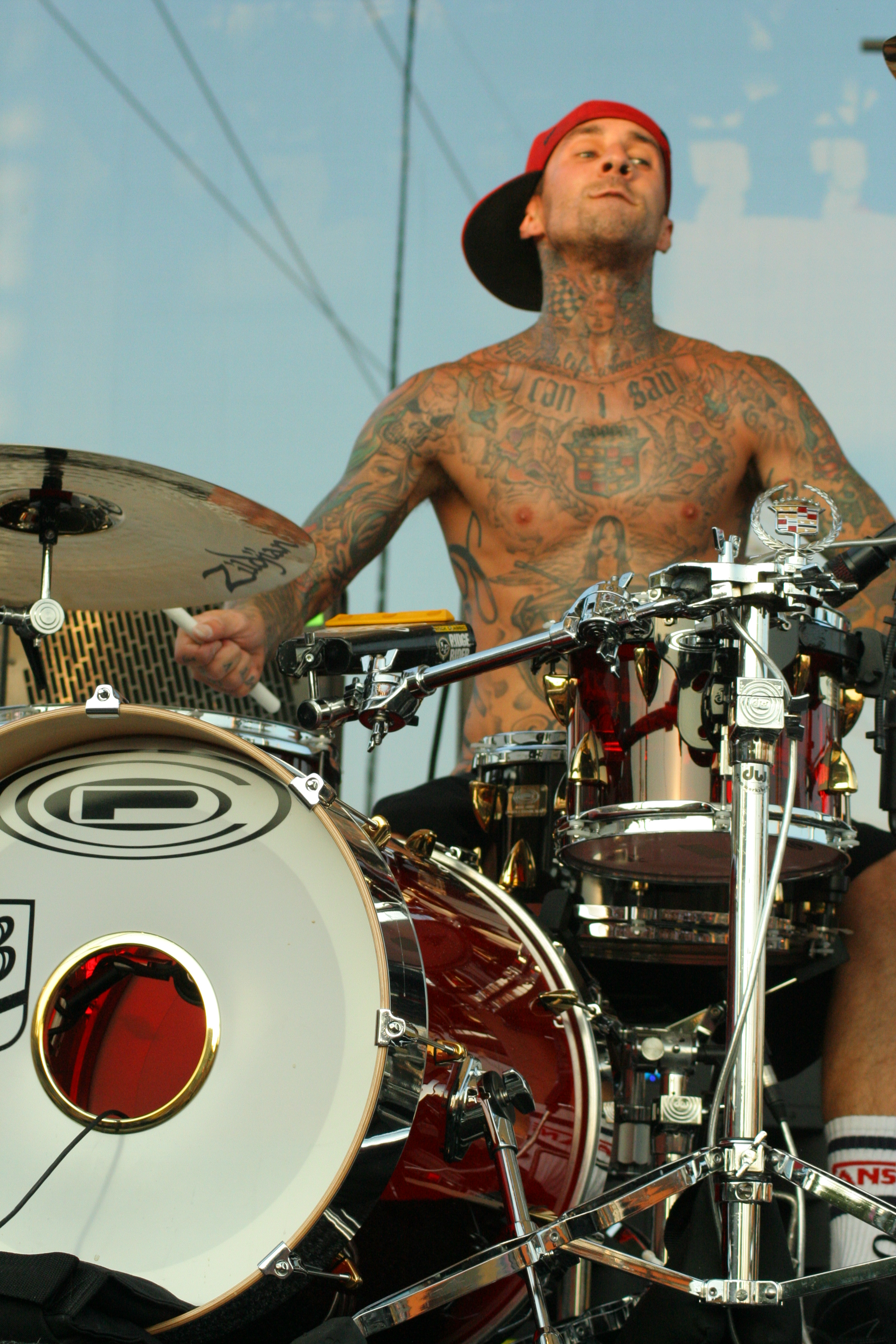
Travis Barker (* 1975)

- Barker, Warren (1923–2006), US-amerikanischer Komponist
- Barker, William (1909–1992), britischer Botschafter
- Barker, William George (1894–1930), britischer Jagdflieger des Ersten Weltkrieges
- Barker, William Julius (1886–1968), US-amerikanischer Jurist
- Barker, Yanto (* 1980), britischer Straßenradrennfahrer
- Barker-Daish, Jake (* 1993), australischer Fußballspieler
- Barkeshli, Mehdi (1912–1988), iranischer Musikwissenschaftler und Physiker
- Barkey, Karen (* 1958), US-amerikanische Soziologin
- Barkey, Lex, deutscher Tontechniker und Musikproduzent

### Barkh
- Barkhagen, Jonas (* 1974), schwedischer Schachspieler
- Barkhah, Mohammad Hossein (* 1977), iranischer Gewichtheber
- Barkham, Patrick (* 1975), britischer Schriftsteller und Journalist
- Barkhaus, Hermann (1629–1694), deutscher evangelischer Theologe
- Barkhausen, Carl Georg (1848–1917), deutscher Jurist, Rechtsanwalt und Bürgermeister in Bremen
- Barkhausen, Franz Caspar (1636–1715), deutscher Jurist, Bibliothekar und Archivar
- Barkhausen, Friedrich Wilhelm (1831–1903), deutscher Jurist und Theologe
- Barkhausen, Georg (1798–1862), deutscher Mediziner und Autor
- Barkhausen, Georg (1849–1923), deutscher Bauingenieur und Hochschullehrer, Rektor der Technischen Hochschule Hannover (1904–1907)
- Barkhausen, Hans (1906–1999), deutscher Filmpublizist
- Barkhausen, Heinrich (1881–1956), deutscher PhysikerHeinrich Barkhausen (1881–1956)

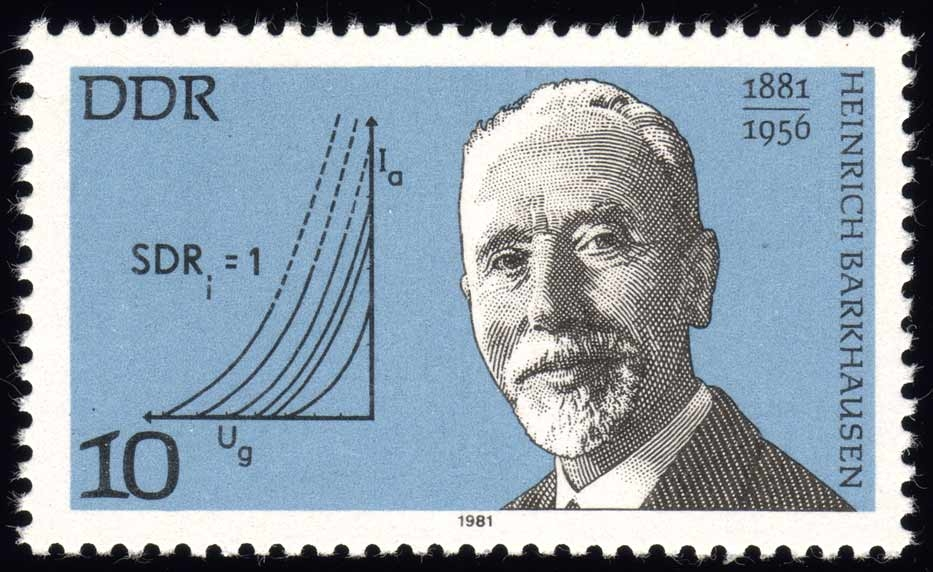
Heinrich Barkhausen (1881–1956)

- Barkhausen, Hermanna (1875–1957), deutsche Schriftstellerin, Malerin und Drehbuchautorin
- Barkhausen, Theodore (1869–1959), deutsche Diakonisse und langjährige Leiterin des Auguste-Victoria-Hospitals in Jerusalem
- Barkhoff, Wilhelm Ernst (1916–1994), deutscher Rechtsanwalt, Bankier, Sozialreformator und Anthroposoph
- Barkholt, Werner (1902–1942), deutscher Ordensgeistlicher und Widerstandskämpfer
- Barkholz, Philip, deutscher Breakdancer
- Barkhordari, Mehran (* 2000), iranischer Taekwondoin
- Barkhorn, Gerhard (1919–1983), deutscher Jagdflieger im Zweiten Weltkrieg
- Barkhuff, Bertha (1917–2001), US-amerikanische Badmintonspielerin

### Barki
- Barkın, Ali (* 1985), türkischer Schauspieler
- Barkin, Elaine (1932–2023), US-amerikanische Komponistin und Musikpädagogin
- Barkin, Ellen (* 1954), US-amerikanische SchauspielerinEllen Barkin (* 1954)

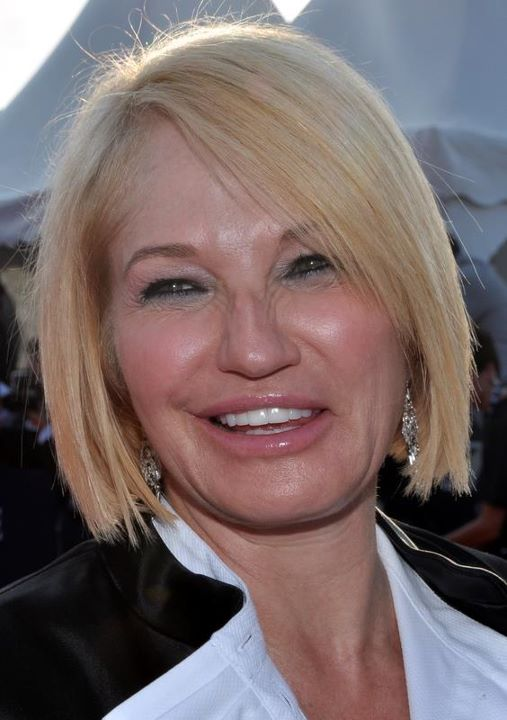
Ellen Barkin (* 1954)

- Barkin, Jack (1914–1996), kanadischer Sänger und Chasan
- Barkin, Leo (1905–1992), kanadischer Pianist und Musikpädagoge
- Barkin, Sara (1908–2002), kanadische Sängerin (Sopran) und Pianistin
- Barkindo, Mohammed (1959–2022), nigerianischer Generalsekretär der OPEC
- Barking, Heribert (1912–1992), deutscher Unternehmer und Politiker (CDU), MdL

### Barkl
- Barkla, Charles Glover (1877–1944), britischer Physiker und Nobelpreisträger
- Barkleit, Gerhard (* 1943), deutscher Physiker, Wissenschaftshistoriker und Publizist
- Barkley, Alben W. (1877–1956), US-amerikanischer Politiker, Vizepräsident der Vereinigten Staaten
- Barkley, Charles (* 1963), US-amerikanischer BasketballspielerCharles Barkley (* 1963)

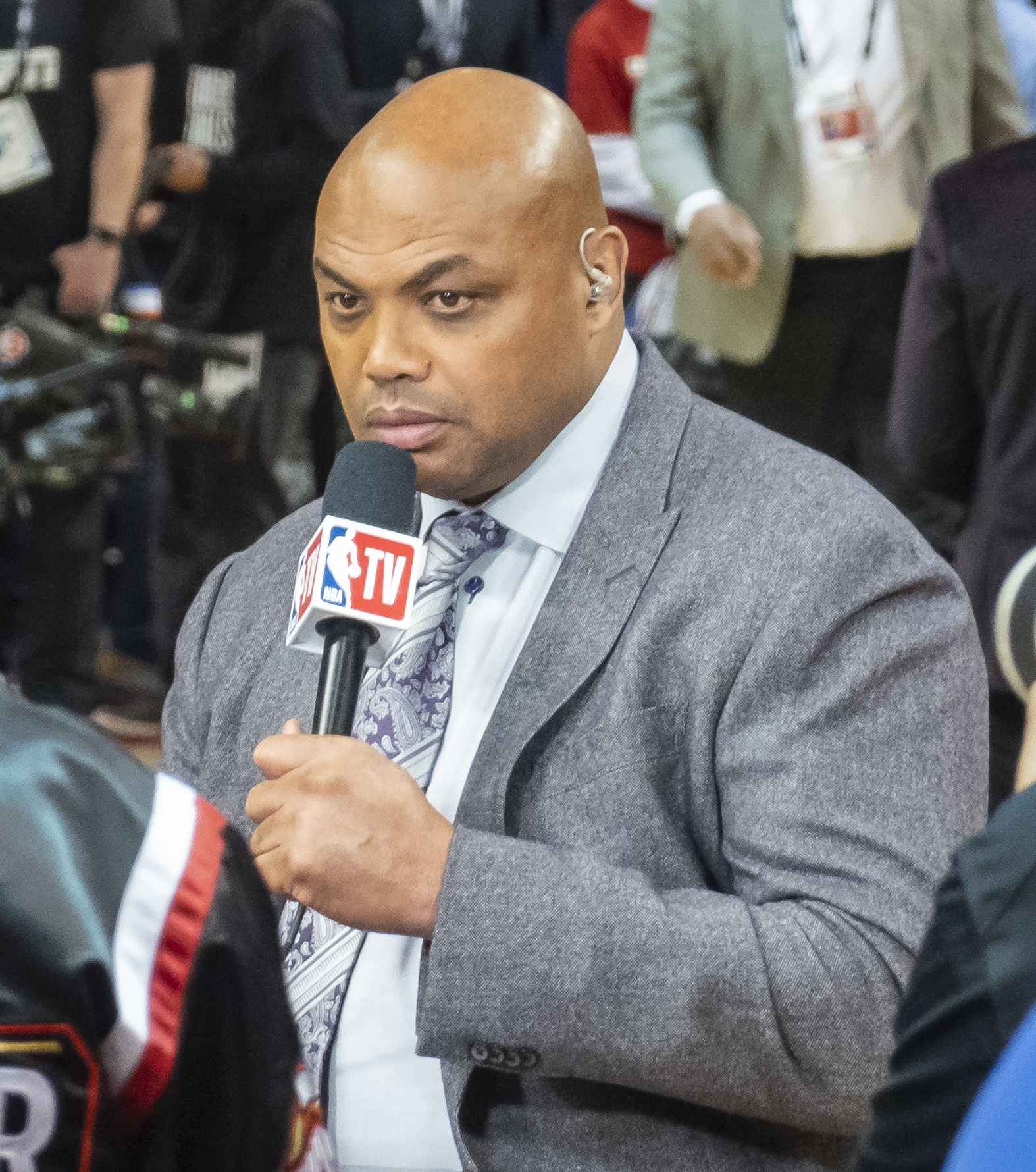
Charles Barkley (* 1963)

- Barkley, Dean (* 1950), amerikanischer Politiker
- Barkley, Frances (1769–1845), englische Entdeckerin
- Barkley, Iran (* 1960), US-amerikanischer Boxer
- Barkley, Jane Hadley (1911–1964), US-amerikanische Second Lady
- Barkley, Lucille (1925–1979), US-amerikanische Schauspielerin
- Barkley, Marlow (* 2008), US-amerikanische Kinderdarstellerin
- Barkley, Matt (* 1990), US-amerikanischer American-Football-Spieler
- Barkley, Richard Clark (1932–2015), US-amerikanischer Diplomat und letzter Botschafter der USA in der DDR
- Barkley, Ross (* 1993), englischer Fußballspieler
- Barkley, Russell A. (* 1949), US-amerikanischer Hochschullehrer, Psychologe und Autor
- Barkley, Saquon (* 1997), US-amerikanischer American-Football-Spieler

### Barkm
- Barkman, Jane (* 1951), US-amerikanische Schwimmerin
- Barkmann, Ernst (1919–2009), deutscher SS-Soldat
- Barkmann, Ingrid (* 1930), deutsche Schauspielerin, Kabarettistin und Hörspielsprecherin
- Barkmann, Jenny Wanda (1922–1946), deutsche KZ-AufseherinJenny Wanda Barkmann (1922–1946)

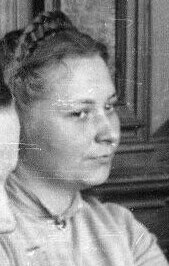
Jenny Wanda Barkmann (1922–1946)

- Barkmin, Gun-Brit (* 1971), deutsche Opernsängerin und Konzertsolistin (Sopran)

### Barko
- Barkóczi, István (* 1952), ungarischer Kunsthistoriker
- Barkóczi, László (1919–2017), ungarischer Provinzialrömischer Archäologe
- Barkóczy, Ferenc (1710–1765), römisch-katholischer Erzbischof von Gran
- Barkoczy, Tibor (* 1952), ungarischer Jazzpianist
- Barkok, Aymen (* 1998), marokkanisch-deutscher Fußballspieler
- Barkos Berruezo, Uxue (* 1964), spanische Politikerin
- Barkov, Aleksander (* 1995), russisch-finnischer Eishockeyspieler
- Barković, Josip (1918–2011), kroatischer Schriftsteller, Drehbuchautor und Filmregisseur
- Barkow, Agneta von (1907–1981), deutsche Widerstandskämpferin und Geschäftsfrau
- Barkow, Alexander Sergejewitsch (1873–1953), russischer Geograph und Hochschullehrer
- Barkow, August Friedrich (1791–1861), deutscher Jurist, Professor der Rechte an der Universität Greifswald
- Barkow, Ben (* 1956), Direktor der Wiener Library
- Barkow, Christian Joachim Friedrich (1755–1836), deutscher Theologe
- Barkow, Erich (1882–1923), deutscher Meteorologe und Polarforscher
- Barkow, Frank (* 1957), deutschamerikanischer Architekt
- Barkow, Hans Karl (1798–1873), deutscher Anatom und Physiologe; Rektor der Universität Breslau
- Barkow, Heinrich (1842–1903), deutscher Lithograph
- Barkow, Lew Mitrofanowitsch (1928–2013), russischer Physiker
- Barkow, Moritz (* 1988), deutscher Handballspieler
- Barkow, Wjatscheslaw Alexandrowitsch (* 1992), russischer Nordischer Kombinierer
- Barkowa, Anna Alexandrowna (1901–1976), sowjetische Dichterin
- Barkowski, Hans (* 1947), deutscher Germanist, Philologe, Lehrer und Universitätsprofessor sowie Fachautor
- Barkowski, Otto (* 1890), deutscher Landeshistoriker und Gymnasiallehrer
- Barkowski, Robert F. (* 1963), polnisch-deutscher Schriftsteller, Autor historischer Bücher
- Barkowskiý, Pawel (* 1994), turkmenischer Eishockeyspieler
- Barkowsky, Klaus (1953–2023), deutscher Künstler und ehemaliger Zuhälter
- Barkowskyj, Leonid (* 1940), sowjetisch-ukrainischer Weitspringer

### Barkr
- Bärkroth, Nicklas (* 1992), schwedischer Fußballspieler

### Barks
- Barks, Carl (1901–2000), US-amerikanischer Maler, Cartoonist und TexterCarl Barks (1901–2000)

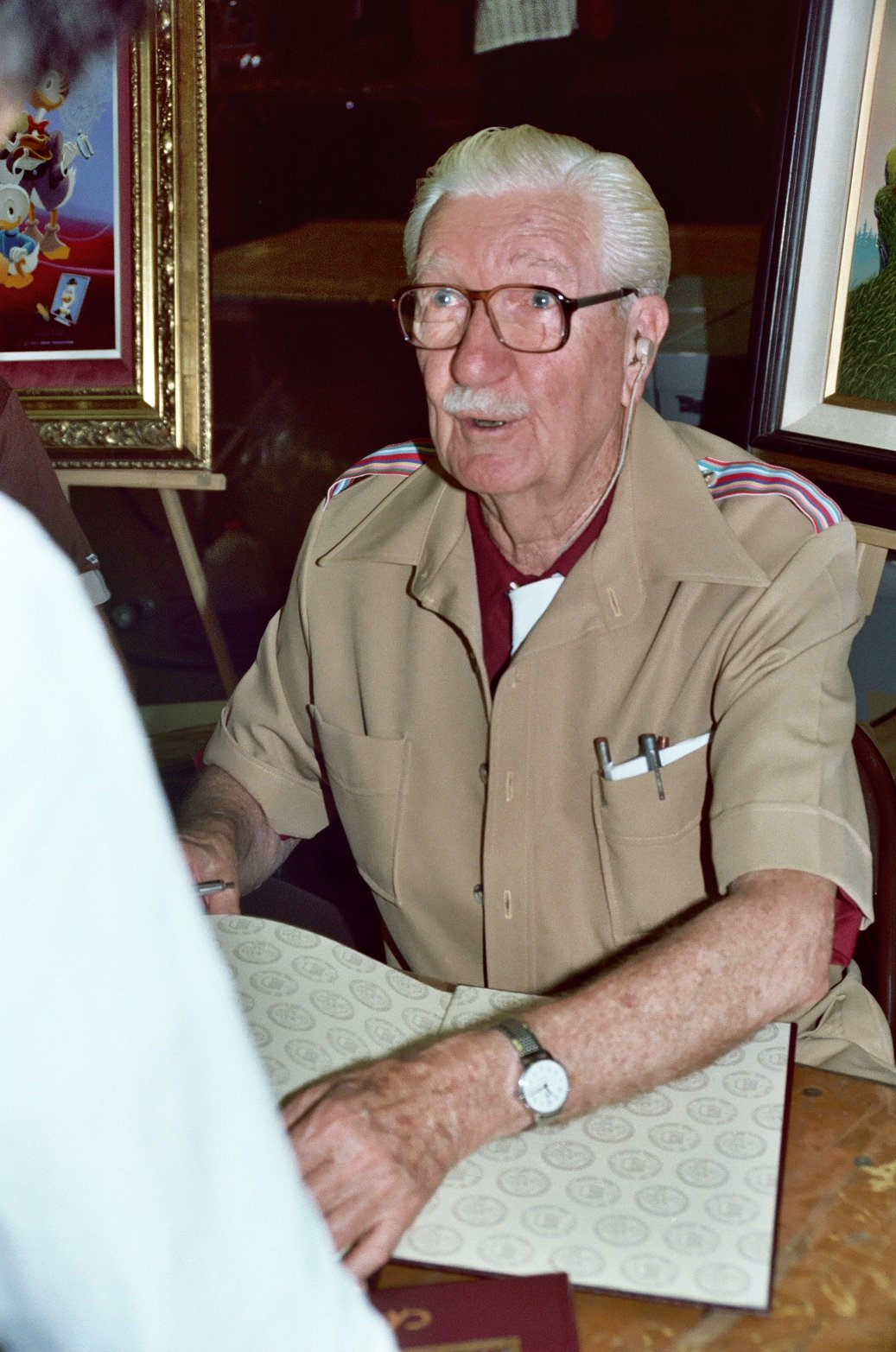
Carl Barks (1901–2000)

- Barks, Coleman (* 1937), US-amerikanischer Dichter und Interpret der Werke Rumis und anderer persischer Mystiker
- Barks, Garé (1917–1993), US-amerikanische Malerin
- Barks, Houston (1928–2016), US-amerikanischer Country-Musiker
- Barks, Mimi, deutsche Rapperin
- Barks, Samantha (* 1990), britische Musicaldarstellerin und Schauspielerin
- Barkschat, Tobias (* 1991), deutscher Bahn- und Straßenradrennfahrer
- Barksdale, Don (1923–1993), US-amerikanischer Basketballspieler
- Barksdale, Ellen, britische Autorin
- Barksdale, Ethelbert (1824–1893), US-amerikanischer Politiker
- Barksdale, Everett (1910–1986), US-amerikanischer Jazzgitarrist
- Barksdale, William (1821–1863), General der Konföderierten Staaten von Amerika im Amerikanischen Bürgerkrieg

### Barku
- Barkun, Michael (* 1938), US-amerikanischer Politologe
- Barkun, Nathalie (* 1973), belarussische Triathletin